# Lachlan Kennedy
Lachlan Kennedy, född 4 november 2003, är en friidrottare från Australien som tävlar i kortdistanslöpning. Vid stillahavsspelen 2023 tog han silver på 100 meter och vid inomhusvärldsmästerskapen i friidrott 2025 tog han silver på 60 meter.